# Cléber Nascimento da Silva
Cléber Nascimento Pereira da Silva, meglio noto come Cléber (San Paolo, 13 giugno 1986), è un calciatore brasiliano, attaccante del Kmeťovo.

## Carriera
Ha giocato nella massima serie dei campionati ceco e slovacco.

## Palmarès

### Club

#### Competizioni nazionali
- Coppa di Slovacchia: 1

Slovan Bratislava: 2016-2017